# Slađana Pop-Lazić
Slađana Pop-Lazić (født 26. juli 1988) er en serbisk håndboldspiller som spiller for Brest Bretagne Handball og Serbiens kvindehåndboldlandshold.